# Abant
Abant ( grč. Ἄβας, lat. Abas)- ime nekoliko junaka iz grčke i rimske mitologije. Najčešće se pak spominje sin argejskog kralja Linkeja i njegove žene Hipermnestre, koji je bio kralj u Argu na Peloponezu.

## Mitologija
Sa ženom Aglajom imao je 2 sina koji su se proslavili uzajamnim neprijteljstvom: Akrizija, kasnijeg kralja u Argu, i Proita, osnivača snažno utvrđena Tirinta. Bio je djed Danaje- ljubavnice najvišeg boga Zeusa, te pradjed junaka Perzeja.
Neki autori drže ga osnivačem grada Abaje u Fokidi, te također osvajačem otoka Eubeje. ipak prema drugima to je bio samo njegov imenjak, sin boga mora- Posejdona i nimfe Aretuze.
- Drugi Abant je bio sin trojanskog vrača Euridamanta. Pripadao je među hrabre barnioce Troje i zajedno sa svojim bratom Poliidom poginuo u borbi s argejskim kraljem Diomedom.

U rimskoj mitologiji:
- Abant se zvao i prijatelj trojnskih bjegunaca Eneje kojega je pratio na njegovu putu u Italiju.

- Iz Vergilija znamo također za etruščanskog vođu Abanta koji je bio Enejin saveznik u borbi za novu domovinu Trojnaca u Italiji.